# Sivirsky Antal (építőmester)
Sivirsky Antal, vezetékneve olykor Sivirszky formában is (Kassa, 1842 körül – Budapest, 1898. december 13.) magyar építőmester.

## Élete
Életéről kevés adat ismert. Apja Sivirsky József. Több budapesti bérház és középület kivitelezésében vett részt a századfordulón. (A tervezők nem mindig ismertek.) A források alapján ugyanakkor úgy tűnik, hogy számos kisebb épület esetében ő maga volt a tervező is.
Hosszas betegség után hunyt el 1898-ban, 56 éves korában.
Marmuzsák Borbálától született fia Sivirsky Antal István János (Budapest, 1874. december 27. – Gönyű, 1942. október 25.) építész, pénzügyi tisztviselő, akinek felesége Feuereisen Jozefa, 1906. május 1-jén kötöttek házasságot Budapesten. Unokája Sivirsky Antal nyelvész.

## Ismert épületei
- 1878: Horváth-ház átalakítása, Budapest, Hatvani utca 15.[10]
- 1879: Heidlberg-ház átalakítása, Budapest, Marokkói u. 21.[11]
- 1888: Gausler-toldalékház, Budapest, Nagytemplom-utca 6/6737. hrsz.[12]
- 1889: Arányi-ház, Budapest, Mosonyi- és Festetich u. 7280—1/7/2. sz.[13]
- 1889: Reich-toldalékház, Budapest, Dohány- és Szövetség u. 4422—24/5. hrsz.[14]
- 1890: Schauser-toldalékház, Budapest, Csömöri út 4308 09/8. hrsz.[15]
- 1891: Kaufmann-ház, Budapest, Nagyfuvaros u. 3.[16]
- 1892: Berger-bérház, Budapest, József körút 80.[17]
- 1893: Mészáros-bérház, Budapest, József körút 7.[18]
- 1894–1895: Nemzeti Szálló, Budapest, József körút 4. (tervező: Schannen Ernő)[19][20]
- 1894–1895: bérház, Budapest, Szentkirályi u. 3. (tervező: Ruppert Vilmos)[18]
- 1894–1896: Hold utcai vásárcsarnok, Budapest, Hold u. 13. (tervező: Czigler Győző)[21]
- 1897: Hüvös-ház, Budapest, Rákóczi tér 10.[18][22]
- 1897–1899: Józsefvárosi Polgármesteri Hivatal, Budapest, Baross u. 63-67.[3]

### Egyéb munkái
- 1892: Seemann-ház pincebejárata, Budapest, Király u. 12.[23]
- 1894: Rémi Róbert telkén álló gépház lebontása, Budapest,  József-körut 5733/a. hrsz.[24]

## Képtár

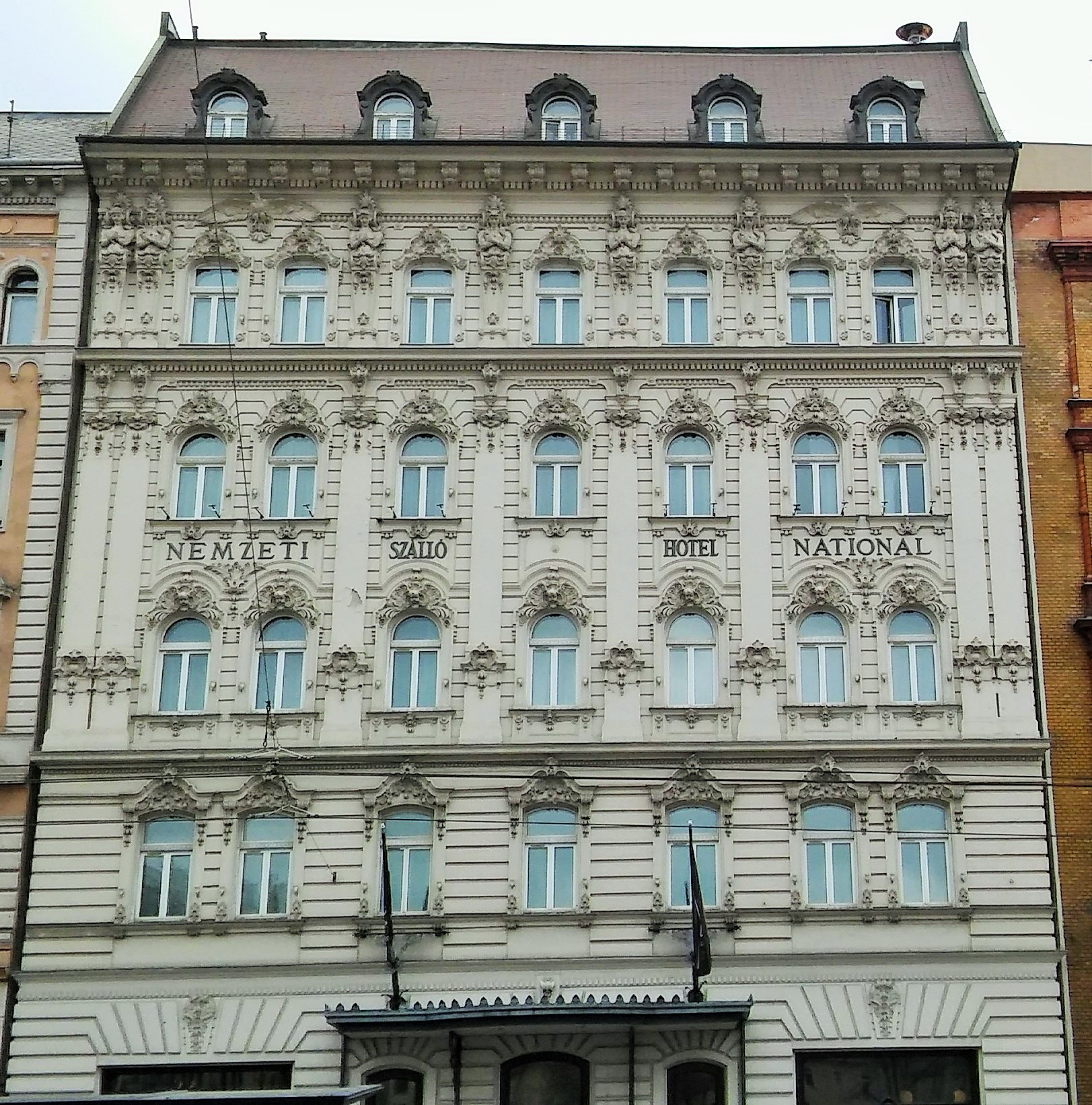
Nemzeti Szálló
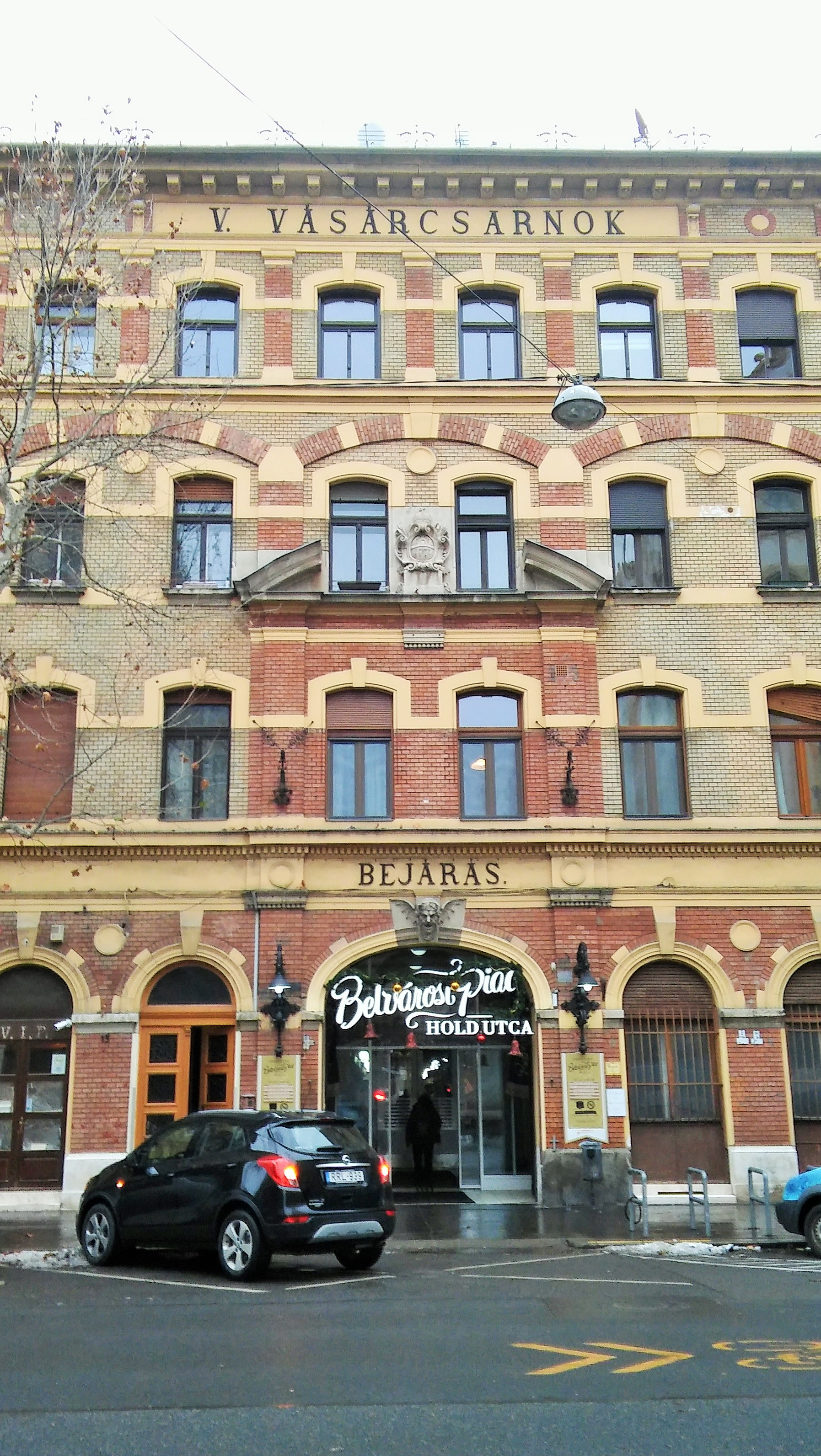
Hold utcai vásárcsarnok
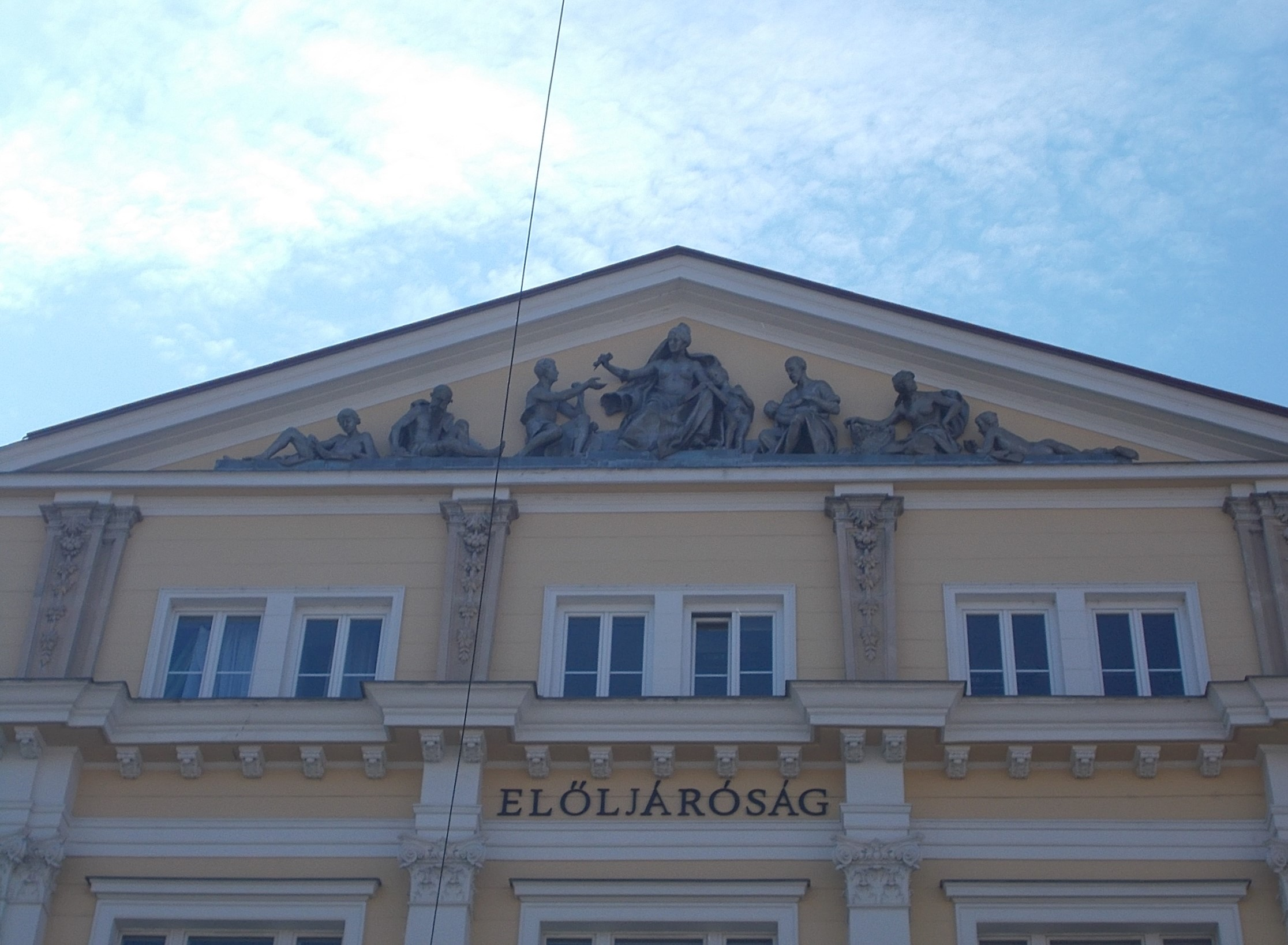
Józsefvárosi Polgármesteri Hivatal (részlet)
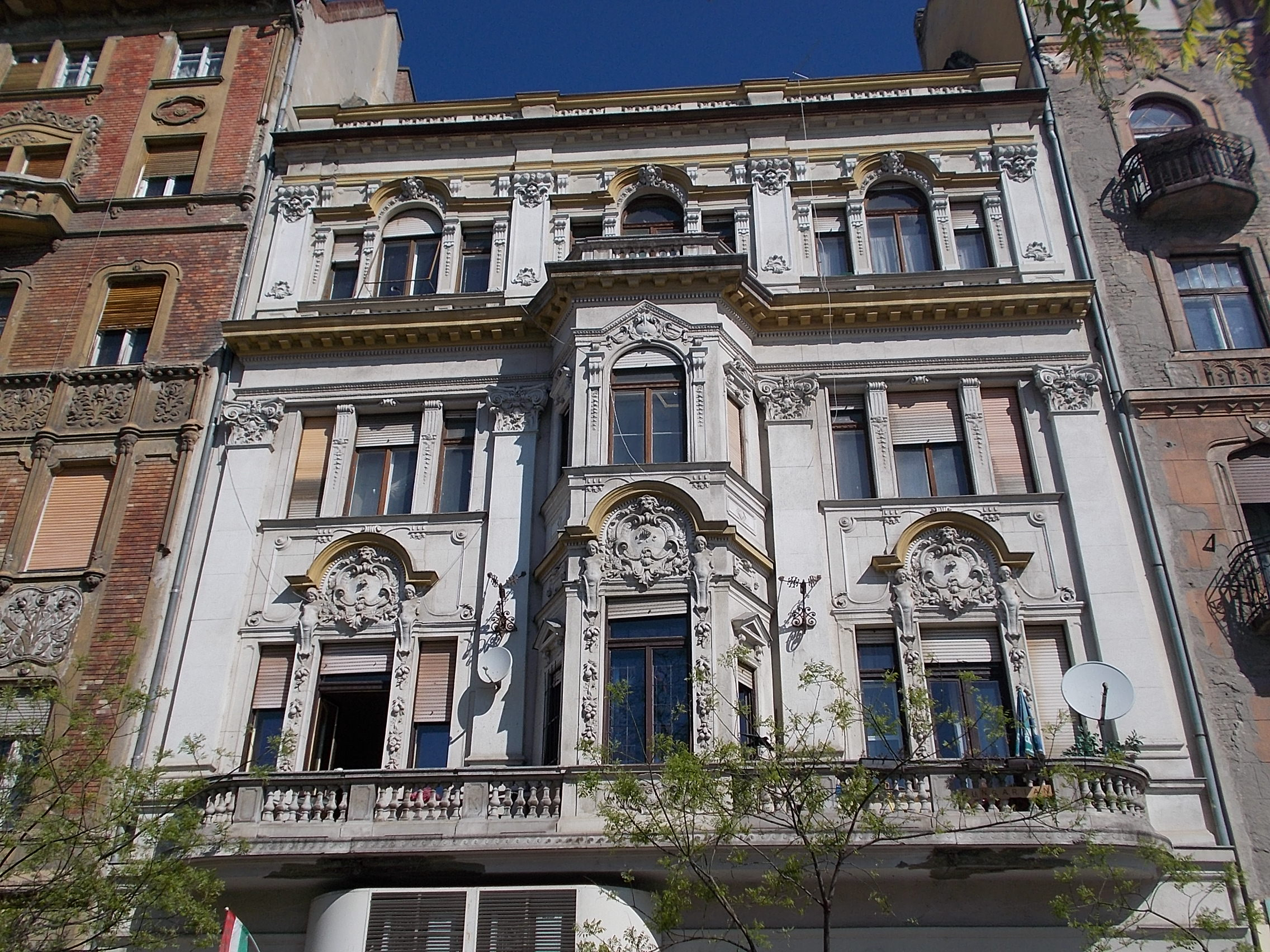
Rákóczi tér 10.
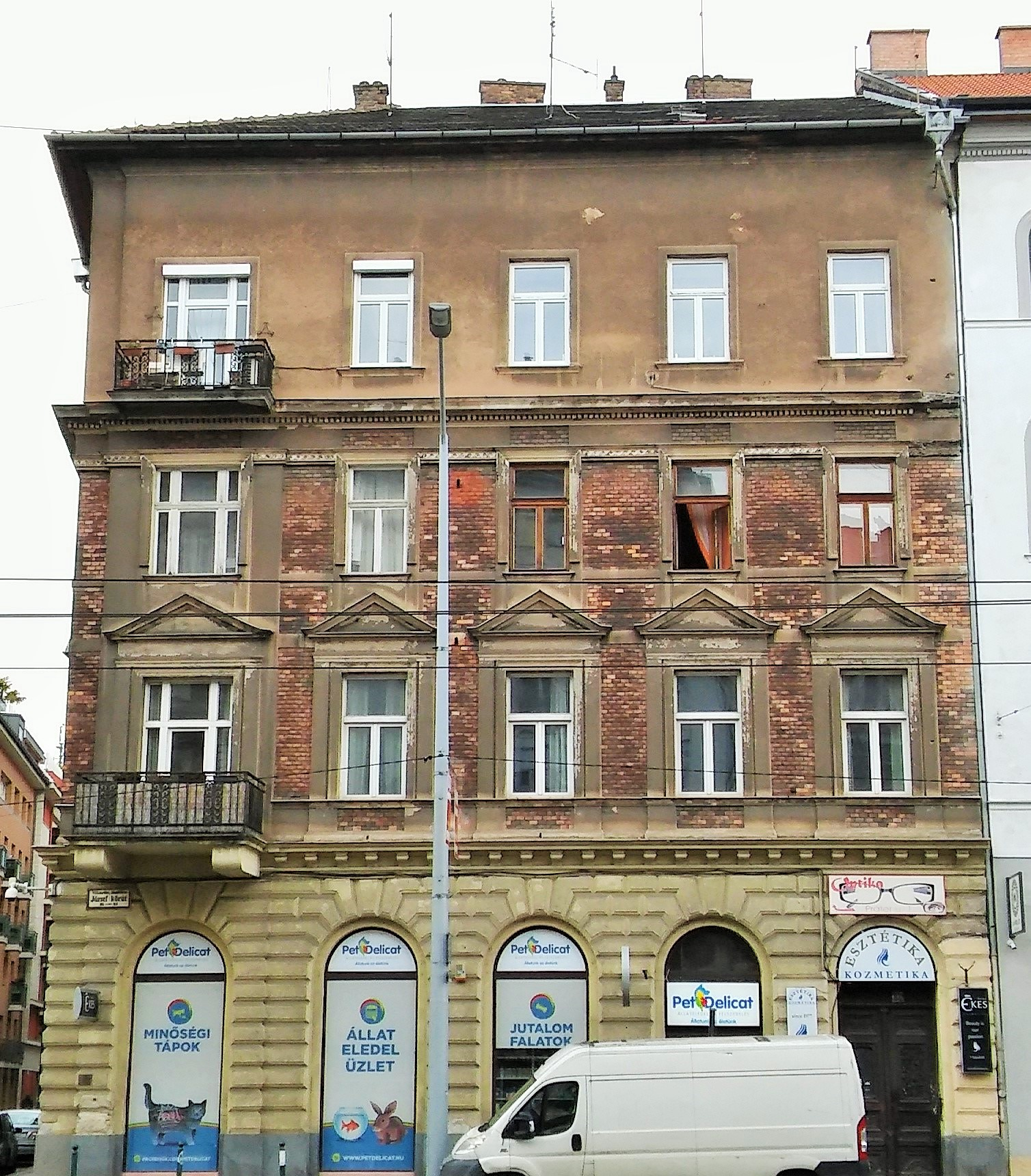
József körút 80.